# Kakar (huyện)
Kakar là một huyện thuộc tỉnh Zabol, Afghanistan. Dân số thời điểm năm 1999 là -20,2 người.